# Сіклесціємс
Сіклесціємс (раніше Сікле) — поселення південнокурземського краю. Розташоване на шосе A11, в 3,5 км від парафіяльного центру Ніци, і 36,5 км від обласного центру Гробіня та за 240 км від Риги.